# Thẳm Tát Tòng
Thẳm Tát Tòng, thẳm Tát Toòng hay hang Tát Tòng là thắng cảnh hang đá tự nhiên ở Bản Bó, phường Chiềng An, thành phố Sơn La, Việt Nam .
Thẳm Tát Tòng là hang karst trong dãy núi đá vôi lớn. Theo tiếng Thái vùng Tây Bắc Việt Nam thẳm Tát Tòng có nghĩa là "hang thác đồng" .
Thắng cảnh được Bộ Văn hóa - Thông tin Việt Nam xếp hạng quốc gia ngày 05/02/1994 .

## Vị trí
Đường tới hang rất thuận tiện. Từ trung tâm thành phố Sơn La đi theo tỉnh lộ 106 hướng Thủy điện Sơn La 2,5 km, đến cầu Bản Cá thì rẽ trái vào Bản Bó khoảng nửa km là tới hang .
Quần thể Thẳm Tát Tòng có hang chính là thẳm Tát Tòng hay "hang Nước", và cách đó 40 m là hang có tên "hang Khô".
Hang là phần lộ của hệ thống karst phát triển có hướng chính là tây bắc - đông nam. Phần hang ngầm chưa được khảo sát.

### Hang Nước
Thẳm Tát Tòng có miệng hang khá lớn, cao và rộng hàng chục mét. Nhìn từ xa, Thẳm Tát Tòng giống như miệng của một con thú khổng lồ đang uống nước. Nước trong hang chảy ra bốn mùa trong xanh. Nguồn nước được xác định là từ xã Chiềng Pấc, huyện Thuận Châu, cách hang khoảng 25 km, chảy ngầm về hang, và từ hang đổ vào Nậm La.
Đứng từ xa đã thấy phong cảnh ở đây thật là tuyệt đẹp phía trên là dãy núi trùng điệp chạy dài, cây phủ xanh ngắt, ở dưới là dòng nước từ hang chảy ra, đổ qua thác tung bọt trắng xóa. Mỗi buổi sáng ban mai khi mặt trời lên ánh nắng hắt lên từ miệng hang in hình xuống nước, tạo thành những tia lấp lánh trên những mảnh thạch nhũ, nhấp nhô nhiều hình nhiều vẻ khác nhau, càng tôn thêm vẻ đẹp của thắng cảnh.
Qua cửa hang độ 20m, hang đột ngột quay ngoặt về phía bên phải, lòng hang phình rộng hàng chục mét, vòm hang cũng được nâng cao hơn .

### Hang Khô
Hang Khô là hang đá lớn, được gọi như vậy để phân biệt với hang Nước. Cửa hang rộng và cao khoảng 10m, và có 3 ngăn.
Ngăn ngoài cùng nhỏ nhất, phía trong thắt lại tạo thành một cửa thông với ngăn thứ hai. Ngăn này có chỗ rộng hàng chục mét, vòm hang cao trên 20m với vô vàn khối thạch nhũ đủ mọi hình thù rủ xuống. Nó được coi là hàm răng của một con thú khổng lồ, hay những chú cầy đang tung mình sải cánh, và kia là hình người phụ nữ bồng con đứng bất động như tạc vào năm tháng tình mẫu tử, có khối nhũ đồ sộ mọc từ dưới nền hang nhìn óng ánh như những đụn vàng, đụn bạc trong chuyện cổ tích.
Ngăn thứ ba cũng rất rộng và đẹp. Ngay trước cửa hang là khối nhũ hình con sư tử xù xì, dữ tợn đang đứng gác. Đặc biệt ở đây có khối nhũ lớn giống như một chú chim đại bàng mẹ đang mớm mồi cho đàn con trông rất sống động. Dưới lòng hang còn có một lối ăn sâu xuống dưới như đường xuống âm phủ tạo cho hang sự kỳ bí .

## Hiện tại
Quần thể Hang Tát Tòng là một thắng cảnh hoàn toàn do thiên nhiên tạo nên. Thắng cảnh hiện nay còn nguyên vẹn về hình thái.
Vào năm 1962 đó nhu cầu nước sinh hoạt Nhà máy Nước Sơn La đã xây đập chắn nước ngoài cửa hang, cách cửa hang 30m để lấy nước. Do vậy ngay tại cửa hang đã tạo nên một hồ nước lớn càng tôn thêm vẻ đẹp của hang. Hiện nay mực nước ngoài cửa hang là 4m đi thoải thoải vào trong là 10m, tạo điều kiện cho du khách đi thuyền vào hang tham quan .
Tuy nhiên phát triển công nghiệp ở đầu nguồn nước ở huyện Thuận Châu, cũng như du lịch vào thăm hang, đang gây ô nhiễm nguồn nước .